# Aké Arnaud Loba
Aké Arnaud Loba (Divo, Región de Lôh-Djiboua, Costa de Marfil; 1 de abril de 1998) es un futbolista marfileño. Juega como delantero y se encuentra aún como agente libre.

## Trayectoria

### S. O. Armée
Aké Loba se formó en las divisiones menores del club Association Sportive des Enseignants d’Abobo de su natal Costa de Marfil, que cedió en 2015 sus derechos al Société Omnisports de l'Armée (SOA), de la Primera División de Costa de Marfil cuando el atacante tenía 17 años. Con el SOA, Aké Loba debutó en el fútbol profesional, durante la temporada 2016/17. Su equipo quedó sexto en la tabla final y Aké Loba fue considerado en el once ideal de la temporada.

### Universidad de San Martín
Con 19 años, Aké Loba llegó al club Club Deportivo Universidad de San Martín de Porres en agosto del 2017 a pasar unas pruebas y se quedó, al igual que su compatriota Franck Amani Anoumou, como nuevos refuerzos para el Campeonato Descentralizado 2018.
El 4 de febrero de 2018, es decir en la primera jornada del Torneo de Verano, Loba debutó con la San Martín, jugando todo el partido en la goleada por 4-0 sobre Ayacucho. 6 días después anotó su primer gol en Perú, en la victoria de visita por 1-2 frente a Comerciantes Unidos. Rápidamente se ganó el titularato en el club santo, jugando como delantero centro o en los costados (fundamentalmente a la derecha). Culminado el Campeonato Descentralizado 2018, Loba fue el sexto máximo goleador del año con 18 goles y fue nominado a mejor jugador de la temporada, premio que ganó Gabriel Costa.

### Querétaro F. C.
Tras su buen año en Perú, el 23 de diciembre de 2018 el Querétaro Fútbol Club de la Primera División de México anunció el fichaje del delantero marfileño a través de sus redes sociales. Loba llegó a préstamo al club de los Gallos Blancos porque todavía tenía contrato con la San Martín por todo el 2019.
El 5 de enero de 2019, debutó con el club en la primera jornada del Torneo Clausura 2019 en la derrota por 2-1 ante Atlas, reemplazando en el minuto 62 a Jaime Gómez. El 16 de ese mismo mes marcó su primer gol con la camiseta del Querétaro, anotando de cabeza en la derrota por 3-1 ante Dorados de Sinaloa por la Copa México.

### C. F. Monterrey
El 14 de enero de 2020 y tras varios rumores se confirma su incorporación al Club de Fútbol Monterrey para el Clausura 2020. Además se convirtió en el segundo jugador africano en jugar en la pandilla, siendo el primero el sierraleonés Abdul Thompson Conteh.
El 18 de enero, cuatro días después de su llegada, debutó con el equipo en el empate 2-2 frente a Monarcas Morelia, luego de sustituir al minuto 85 a Dorlan Pabón.

## Vida personal
Aké Loba es el último de seis hermanos. Ha considerado a Jesús Pretell y al excapitán de Universidad de San Martín Alejandro Duarte como sus mejores amigos en Perú. Samuel Eto’o y Didier Drogba son los dos jugadores a quienes admira y considera ídolos.

## Selección nacional
Loba ha disputado un partido con la selección de fútbol de Costa de Marfil. El 13 de agosto de 2017 hizo su debut oficial en un partido contra la selección de Níger válido por la clasificación para el Campeonato Africano de Naciones de 2018. Fue victoria por 2-1 para su país y Loba entró al minuto 88 en lugar de Bi Thomas Gonazoi. A fines de noviembre fue incluido en la lista provisional de 32 jugadores para este mismo torneo, sin embargo no entró en la lista final.
También integró la selección sub-20 de Costa de Marfil, con la que participó en el Torneo Esperanzas de Toulon de 2017, disputando cuatro partidos incluida la final contra Inglaterra que perdieron por penales. Aké Loba no solo anotó el empate de su equipo, sino que también marcó el penal que le correspondía. Costa de Marfil cayó 5-3 en la tanda, tras haber acabado el encuentro 1-1. En este torneo también jugaron Koffi Dakoi y Aboubacar Kouyaté, dos de sus compañeros en la San Martín. Poco después, a fines de julio participó en los Juegos de la Francofonía 2017 con la selección sub-20, siendo una de las figuras de su equipo, donde llegaron a la final perdiendo por penales esta vez ante Marruecos. Loba marcó 4 goles en los 5 partidos que disputó.
En marzo de 2019 fue convocado a la selección sub-23 para disputar la segunda ronda de la Clasificación para el Campeonato Africano Preolímpico de 2020.

## Estadísticas

### Clubes
Actualizado el 10 de febrero de 2023.
| S. O. Armée Costa de Marfil | 1ª               | 2016/17          | 25  | 7  | 0 | 0 | — | — | 25  | 7  | 0,28 |
| S. O. Armée Costa de Marfil | Total club       | Total club       | 25  | 7  | 0 | 0 | 0 | 0 | 25  | 7  | 0,28 |
| Universidad de San Martín · Perú | 1ª               | 2018             | 32  | 18 | — | — | — | — | 32  | 18 | 0,56 |
| Universidad de San Martín · Perú | Total club       | Total club       | 32  | 18 | 0 | 0 | 0 | 0 | 32  | 18 | 0,56 |
| Querétaro F. C. · México | 1ª               | 2019-C           | 17  | 3  | 3 | 2 | — | — | 20  | 5  | 0,25 |
| Querétaro F. C. · México | 1ª               | 2019-A           | 20  | 6  | 2 | 0 | — | — | 22  | 6  | 0,27 |
| Querétaro F. C. · México | 1ª               | 2024-A           | 5   | 0  | 0 | 0 | 2 | 0 | 7   | 0  | 0,00 |
| Querétaro F. C. · México | Total club       | Total club       | 42  | 9  | 5 | 2 | 0 | 0 | 49  | 11 | 0,26 |
| C. F. Monterrey · México | 1ª               | 2020-C           | 3   | 1  | 4 | 0 | — | — | 7   | 1  | 0,14 |
| C. F. Monterrey · México | 1ª               | 2020-A           | 18  | 5  | — | — | 2 | 1 | 20  | 6  | 0,30 |
| C. F. Monterrey · México | Total club       | Total club       | 21  | 6  | 4 | 0 | 2 | 1 | 27  | 7  | 0,26 |
| Nashville Estados Unidos | 1ª               | 2021             | 19  | 1  | — | — | — | — | 19  | 1  | 0,05 |
| Nashville Estados Unidos | 1ª               | 2022             | 21  | 1  | — | — | — | — | 21  | 1  | 0,05 |
| Nashville Estados Unidos | Total club       | Total club       | 40  | 2  | 0 | 0 | 0 | 0 | 40  | 2  | 0,05 |
| Mazatlán F. C. · México | 1ª               | 2023-C           | 12  | 2  | — | — | — | — | 12  | 2  | 0,17 |
| Mazatlán F. C. · México | 1ª               | 2023-A           | 10  | 6  | — | — | 3 | 1 | 13  | 7  | 0,54 |
| Mazatlán F. C. · México | Total club       | Total club       | 22  | 8  | 0 | 0 | 3 | 1 | 25  | 9  | 0,36 |
| Total en carrera | Total en carrera | Total en carrera | 142 | 50 | 9 | 2 | 5 | 2 | 198 | 54 | 0,28 |
| (1)Incluye datos de la Copa México (2019-C y 2019/20). No se tienen datos sobre su participación en la Copa de Costa de Marfil ni en la Copa de la Liga de Costa de Marfil en 2017. |                  |                  |     |    |   |   |   |   |     |    |      |

## Palmarés

### Campeonatos nacionales
- Campeonato de Copa Mx 2020: Club de Fútbol Monterrey

### Campeonatos internacionales
- 1 Subcampeonato Torneo Esperanzas de Toulon: 2017
- 1 Subcampeonato de fútbol en los Juegos de la Francofonía: 2017

### Distinciones individuales
- Nominado a revelación de la Primera División de Costa de Marfil: 2016-17[15]
- Incluido en el equipo ideal de la Primera División de Costa de Marfil: 2016-17[16]
- Incluido en el equipo ideal del Torneo Apertura de Perú según el portal periodístico DeChalaca.com: 2018[17]
- Nominado a jugador del año en el Campeonato Descentralizado: 2018[3]